# Тур WTA 500
Турниры WTA 500 — категория теннисных турниров в Туре WTA (Женской теннисной ассоциации), введенная после реорганизации расписания в 2021 году.
На момент своего запуска в 2021 году призовой фонд турниров WTA 500 составлял около 500 000 долларов США. Со временем призовой фонд некоторых турниров WTA 500 значительно , так, например, призовой фонд турнира в Брисбене вырос до 1,5 миллионов долларов США.
Победителям турниров WTA 500 присуждается 500 рейтинговых очков. Для сравнения: за победу в турнире Большого шлема присуждается 2000 очков, за победу в финале WTA — 1500 очков, за победу в турнире WTA 1000 — 1000 очков, а за победу в турнире WTA 250 — 250 очков. 

## Исторические названия
- 1990 – 2008: WTA Tier II
- 2009 – 2020: Премьер-лига WTA
- 2021 – по настоящее время: WTA 500

## Присуждаемые очки
| Состав участников | Одиночный 64 участницы | Одиночный 32 участницы | Пары 24 участницы | Пары 16 участниц |
| ----------------- | ---------------------- | ---------------------- | ----------------- | ---------------- |
| Победа            | 500                    | 500                    | 500               | 500              |
| Финал             | 325                    | 325                    | 325               | 325              |
| 1/2               | 195                    | 195                    | 195               | 195              |
| 1/4               | 108                    | 108                    | 108               | 108              |
| 1/8               | 60                     | 60                     | 60                | 1                |
| 1/16              | 32                     | 1                      | 1                 | –                |
| 1/32              | 1                      | –                      | –                 | –                |

## Турниры
| Турнир                       | Год основания | Место проведения | Арена                                 | Покрытие |
| ---------------------------- | ------------- | ---------------- | ------------------------------------- | -------- |
| Brisbane International       | 2009          | Брисбен          | Queensland Tennis Centre              | Хард     |
| Adelaide International       | 2020          | Аделаида         | Memorial Drive Tennis Centre          | Хард     |
| Linz Open                    | 1987          | Линц             | TipsArena Linz                        | Хард     |
| Abu Dhabi Open               | 2021          | Абу-Даби         | Abu Dhabi International Tennis Centre | Хард     |
| Mérida Open                  | 2023          | Мерида           | Yucatan Country Club                  | Хард     |
| Charleston                   | 1973          | Чарльстон        | LTP-Daniel Island                     | Грунт    |
| Stuttgart Open               | 1978          | Штутгарт         | Porsche Arena                         | Грунт    |
| Internationaux de Strasbourg | 1987          | Страсбург        | Tennis Club de Strasbourg             | Грунт    |
| Queen’s Club Championships   | 1886          | Лондон           | Queen’s Club                          | Трава    |
| Berlin Tennis Open           | 1896          | Берлин           | Rot-Weiss Tennis Club                 | Трава    |
| Bad Homburg Open             | 2021          | Бад-Хомбург      | TC Bad Homburg                        | Трава    |
| Washington Open              | 1969          | Вашингтон        | William H.G. FitzGerald Tennis Center | Хард     |
| Monterrey Open               | 2009          | Монтеррей        | Club Sonoma                           | Хард     |
| Guadalajara Open             | 2022          | Гуадалахара      | Centro Panamericano de Tenis          | Хард     |
| Korea Open                   | 2004          | Сеул             | Seoul Olympic Park Tennis Center      | Хард     |
| Ningbo Open                  | 2010          | Нингбо           | Ningbo Tennis Center                  | Хард     |
| Tokyo Open                   | 1973          | Токио            | Ariake Coliseum                       | Хард     |

## Статистика
Наибольшее количество побед в турнирах WTA 500 и предшествующих серий:
| Количество побед | Спортсменка         |
| ---------------- | ------------------- |
| 26               | Линдси Дэвенпорт    |
| 26               | Штеффи Граф         |
| 22               | / Моника Селеш      |
| 18               | Ким Клийстерс       |
| 18               | Жюстин Энен         |
| 18               | Серена Уильямс      |
| 18               | Венера Уильямс      |
| 16               | Мартина Хингис      |
| 15               | Амели Моресмо       |
| 15               | Мартина Навратилова |
| 14               | Петра Квитова       |